# Britische Klasse 360
Die Fahrzeuge der britischen Klasse 360 (Class 360) sind vier- und fünfteilige elektrische Nahverkehrstriebzüge (EMU – electric multiple unit) aus dem von Siemens Transportation Systems entwickelten Fahrzeugkonzept Desiro.

## Hersteller und Betreiber
Hersteller ist die Firma Siemens Transportation Systems, in deren Werk in Krefeld-Uerdingen die Produktion aller Fahrzeuge stattfand. Die Kundenabnahme erfolgte im Prüfcenter Wegberg-Wildenrath. Der Betreiber war die britische Eisenbahngesellschaft First Group, wobei die Class 360/1 für den Endkunden National Express Group und Class 360/2 für Heathrow Connect verkehrte.
Inzwischen wurden die Triebzüge der Baureihe 360 von East Midlands Railway und der Rail Operations Group übernommen. Im Zuge des Transfers der Klasse 360/1 zur East Midlands Railway in den Jahren 2020/2021 wurden diese auf eine Höchstgeschwindigkeit von 180 km/h (110 mph) umgebaut.

## Fahrzeuge und Strecken
Der Einsatz von vier fünfteiligen Fahrzeugen der Class 360/2 erfolgte von 2003 bis 2020 auf der Linie Heathrow Connect zwischen Flughafen London-Heathrow und Paddington. Ein weiterer Zug kam später als Fünfteiler hinzu. Dazu wurde ein weiterer Mittelwagen mit zusätzlichen 73 Sitzplätzen in den ursprünglich vierteiligen Zug eingesetzt. Dieser neue Fünfteiler verkehrte seit Herbst 2006. Die Züge wurden 2020 ersetzt und abgestellt. 2022 wurden alle fünf Züge an Rail Operations UK verkauft.
Der Einsatz der 21 vierteiligen Fahrzeuge der Class 360/1 erfolgte von Juni 2005 bis 2020  zwischen Liverpool Street, Ipswich und Clacton und ersetzte dort die alte Britische Klasse 312. 2020/21 wurden die Fahrzeuge der Baureihe 360/1 von der East Midlands Railway übernommen, die sie seit Mai 2021  auf dem elektrifizierten Abschnitt London–Corby der Midland Main Line einsetzt. Der vorgesehene Umbau im Innenraum wurde aufgeschoben, damit der geplante Einsatztermin und damit die Ablösung der dieselgetrieben Vorgänger eingehalten werden konnte. Die als EMR Connect Service betriebenen „neuen“ Züge führen nur die zweite Klasse in 2+3-Bestuhlung.
Alle Fahrzeuge sind klimatisiert, verfügen über eine Videoüberwachung, eine Standardtoilette und haben ein optisches und akustisches Fahrgastinformationssystem. Das Fachmagazin Modern Railways zeichnete 2010 den Desiro UK 360/2 als besten elektrischen Triebzug mit dem Silver Spanner (silberner Schraubenschlüssel) aus.

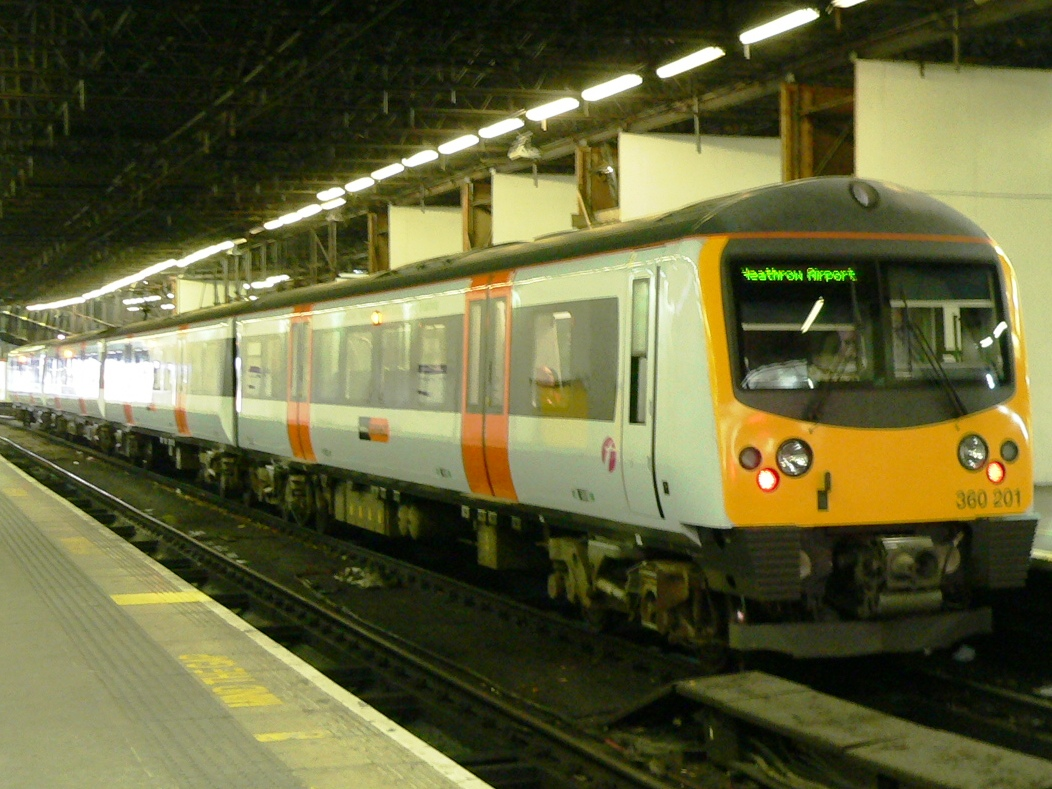
Vierteilige Class 360/2 der Linie Heathrow Connect
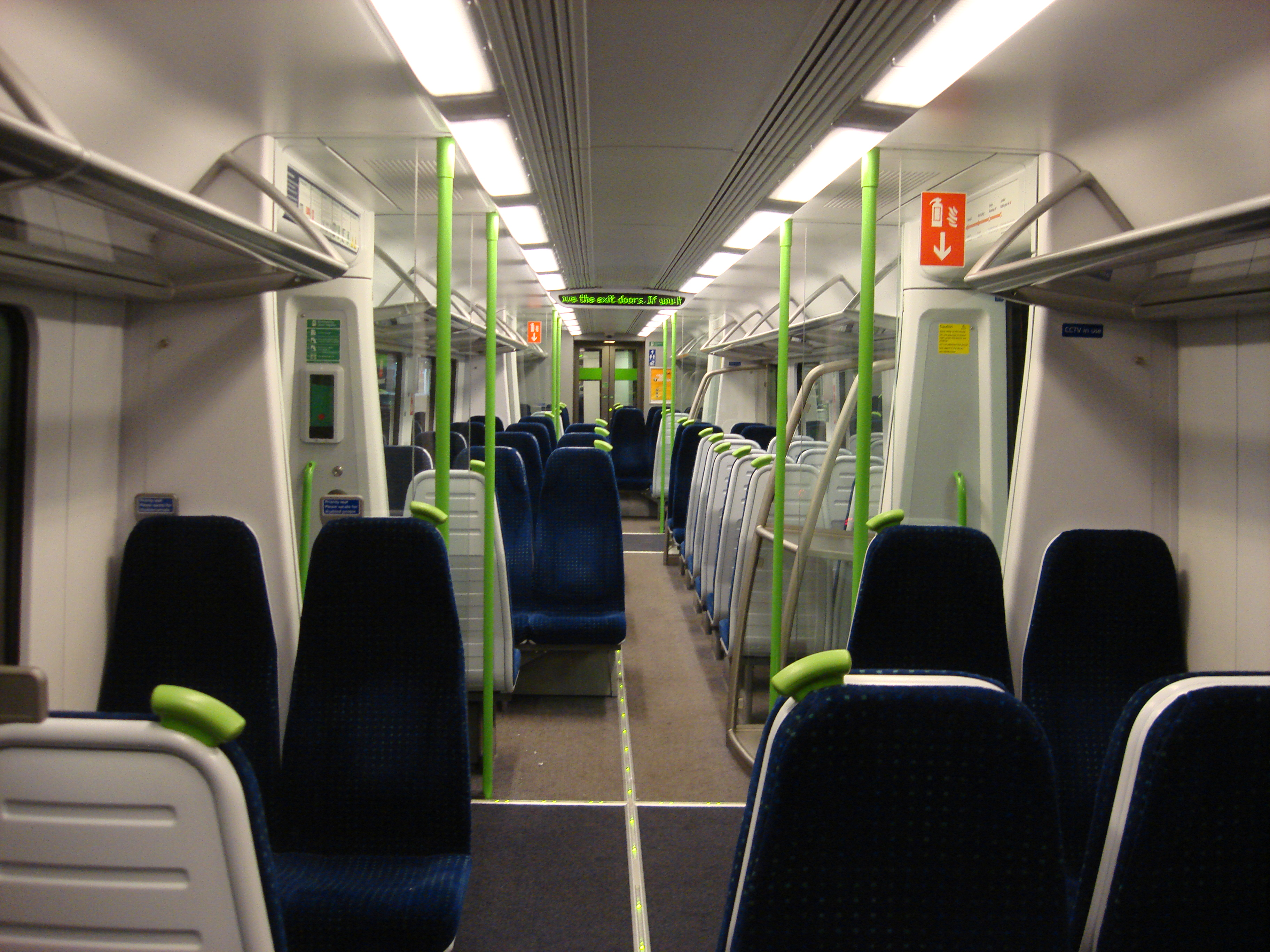
Innenraum der Class 360/2
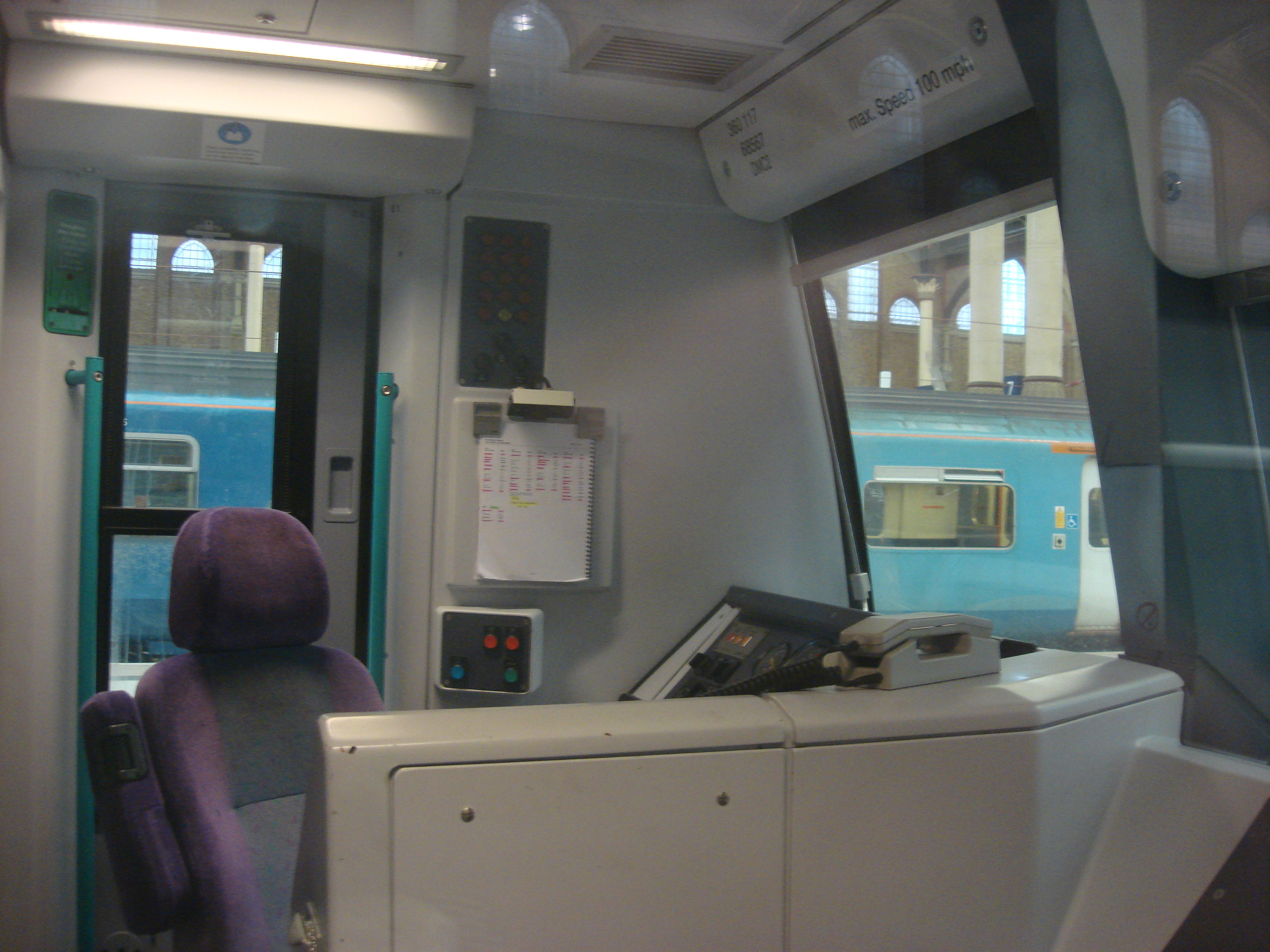
Führerstand der Class 360/1